# جورج واشنطن (لاعب كرة قاعدة)
جورج واشنطن (بالإنجليزية: George Washington)‏ هو لاعب كرة قاعدة أمريكي، ولد في 4 يونيو 1907 في ليندن في الولايات المتحدة، وتوفي بنفس المكان في 17 فبراير 1985.

## وصلات خارجية
- جورج واشنطن على موقعبيزبول رفرنس.كوم (الدوري الرئيسي) (الإنجليزية)
- جورج واشنطن على موقعبيزبول رفرنس.كوم (الدوري الثانوي) (الإنجليزية)